# In-Fisherman Bass Hunter 64
In-Fisherman Bass Hunter 64 (conegut com a Bass Hunter 64 a fora de l'Amèrica del Nord) és un videojoc de simulació de pesca per la Nintendo 64 desenvolupat per Gear Head Studios i publicat per Take-Two Interactive. Va ser llançat a l'Amèrica del Nord el 30 de juliol del 1999 i a Europa el 22 d'octubre del 1999. Va ser el primer joc de pesca de Nintendo 64 fora del Japó, seguint l'exclusiva de la regió de Nushi Tsuri 64.

## Jugabilitat
Bass Hunter 64 és principalment un joc de torneig de pesca amb un mode opcional de "Fish for Fun". El jugador només pot jugar una porció del primer llac i triar si vol un personatge masculí o femení per pescar. Comencen amb quatre esquers, dos pesos d'esquer, rodet, vareta i un vaixell, els objectes restants del joc han de ser adquirits guanyant punts en la modalitat del torneig. Un cop superat cada torneig, es desbloquejarà una altra zona perquè el jugador el faci servir al mode Tournament o Fun. Abans que comenci un torneig, el jugador pot optar per comprar i utilitzar els seus punts per comprar nous esquers, rodets i embarcacions. Hi ha 6 àrees que es poden desbloquejar:
- Llac Arthur a Pennsilvània
riu Hidden, Dutch Hollow, Shannon Run
- Butler Chain Lakes a Florida
Llac Palmer, Llac Butler, Llac Chase

Quan es comença a pescar, el jugador rep un vaixell i pot circular per qualsevol de les àrees que ha desbloquejat i, a continuació, pot triar el seu rodet, la seva insígnia i, fins i tot, el tipus de càsting que realitzaran mentre envien l'esquer a l'aigua. Una vegada que l'esquer baixa per sota de l'aigua, es mostra una vista de pantalla dividida que mostra l'àrea que envolta directament l'atractiu. Es proporciona un cercador de profunditat i un mapa que mostren les profunditats de les diferents parts d'aquesta àrea, a les quals es pot accedir des del menú, que també té l'opció de canviar el temps. Fora de l'aigua es pot veure diversos objectes fets per l'home, com ara edificis, molls, ponts, mentre que a l'aigua hi ha males herbes, llistons i troncs. "Nintendo World", una revista de Future Publishing, el va descriure com "tan divertit com que t'arribi un ganxo a l'ull", afegint que "en última instància, és un agradable simulador de pescador".
Aquest joc té tres memòries internes per guardar ranures i suporta el Rumble Pak de Nintendo 64 que es pot fer servir per sentir-se quan piquen l'esquer o quan el jugador l'arrossega per la part inferior, mitjançant un feedback de vibració.